# Paterne Berrichon
Pour les articles homonymes, voir Berrichon (homonymie).
Paterne Berrichon, pseudonyme de Pierre-Eugène Dufour, né à Issoudun (Indre) le 10 janvier 1855 et mort à La Rochefoucauld (Charente) le 30 juillet 1922, est un poète, peintre, sculpteur et dessinateur français.
Il est surtout connu pour avoir été le beau-frère posthume et l'éditeur d'Arthur Rimbaud.

## Biographie
Après des études au lycée de Châteauroux, Pierre-Eugène Dufour s'installe à Paris où il apprend la sculpture et la peinture et ne tarde pas à fréquenter les milieux artistiques et littéraires. Il rencontre le critique d'art George-Albert Aurier originaire de Châteauroux, fait la connaissance de Paul Verlaine et adopte le pseudonyme « Paterne Berrichon ».
Il publie en 1896 ses poèmes de jeunesse, dans lesquels il montre son côté original et un peu outrancier. Admirateur fervent d'Arthur Rimbaud, il entame une correspondance avec Isabelle, la sœur cadette du poète, qui se termine en 1897 par un mariage. Dès lors, ensemble, ils s'attachent à perpétuer le culte du poète de Charleville.
En osmose avec les mentalités de l'époque, la démarche, pas toujours très objective, qui présida à leurs travaux autour de la pensée et de la vie de Rimbaud, est empreinte d'une forte volonté idéologique liée aux valeurs traditionnelles, de respectabilité et de moralité. Leur volonté première fut de réaliser une présentation angélique de Rimbaud en gommant les périodes sulfureuses du poète, en cherchant à prouver que la relation avec Paul Verlaine fut chaste, et qu'Arthur Rimbaud retrouva la foi catholique sur son lit de mort. Dans l'édition des œuvres d'Arthur Rimbaud, pour laquelle il a obtenu la caution de Paul Claudel, Paterne Berrichon a fait disparaître un tiers au moins des poèmes et deux tiers environ de la correspondance.
Paterne Berrichon réalise une seconde biographie de Rimbaud, plus complète que la première La Vie de Jean-Arthur Rimbaud qu'il avait publiée en 1897. Il la compose en deux tomes, Jean-Arthur Rimbaud, le poète (1854-1873), publié en 1912, et Jean-Arthur Rimbaud, le voyageur (1874-1891), mais le manuscrit terminé de ce second tome est oublié à Roche lors de la fuite devant l'avancée allemande de 1914, il ne sera pas retrouvé et ne sera pas publié.
Paterne Berrichon fut l'ami de Paul Claudel et entretint avec lui une correspondance fournie de 1912 à 1919. Il peignit aussi des tableaux, pour lesquels sa femme lui servit souvent de modèle, et exécuta le buste du poète carolopolitain pour le Monument à Rimbaud érigé dans sa cité natale. Ce premier buste, fondu en bronze, inauguré en 1901, est détruit pendant l'occupation de la France par l'Allemagne pendant la Première Guerre mondiale, il est remplacé par un buste sculpté par Alphonse Colle, envoyé à la fonte en 1942 et remplacé par une copie en 1954.
Une maison d'édition, établie à Crest (Drôme) et spécialisée dans la poésie, a pris symboliquement le nom d'« Ennemis de Paterne Berrichon » pour dénoncer les pratiques de falsification et de commercialisation qu'aurait pratiquées le beau-frère de Rimbaud.

Œuvres de Paterne Berrichon
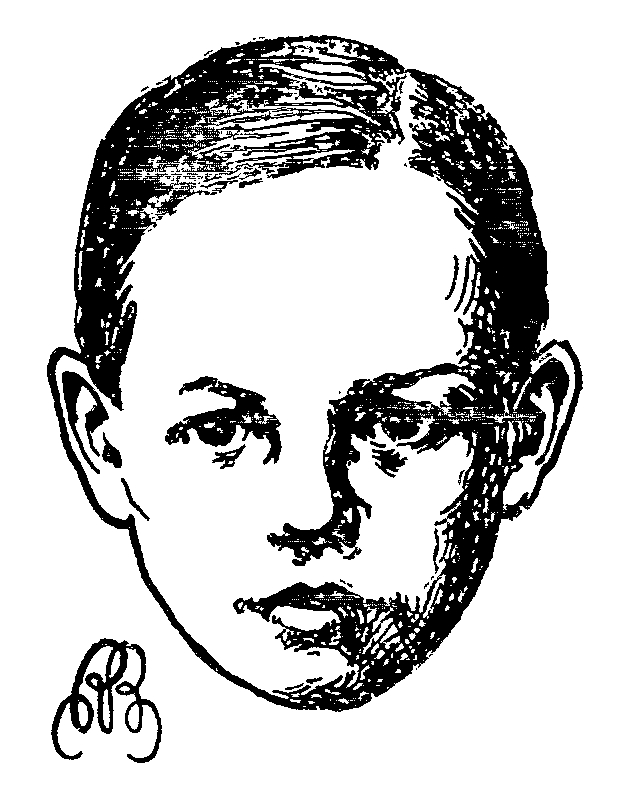
Rimbaud à 12 ans, dessin paru dans La Revue blanche en 1897.
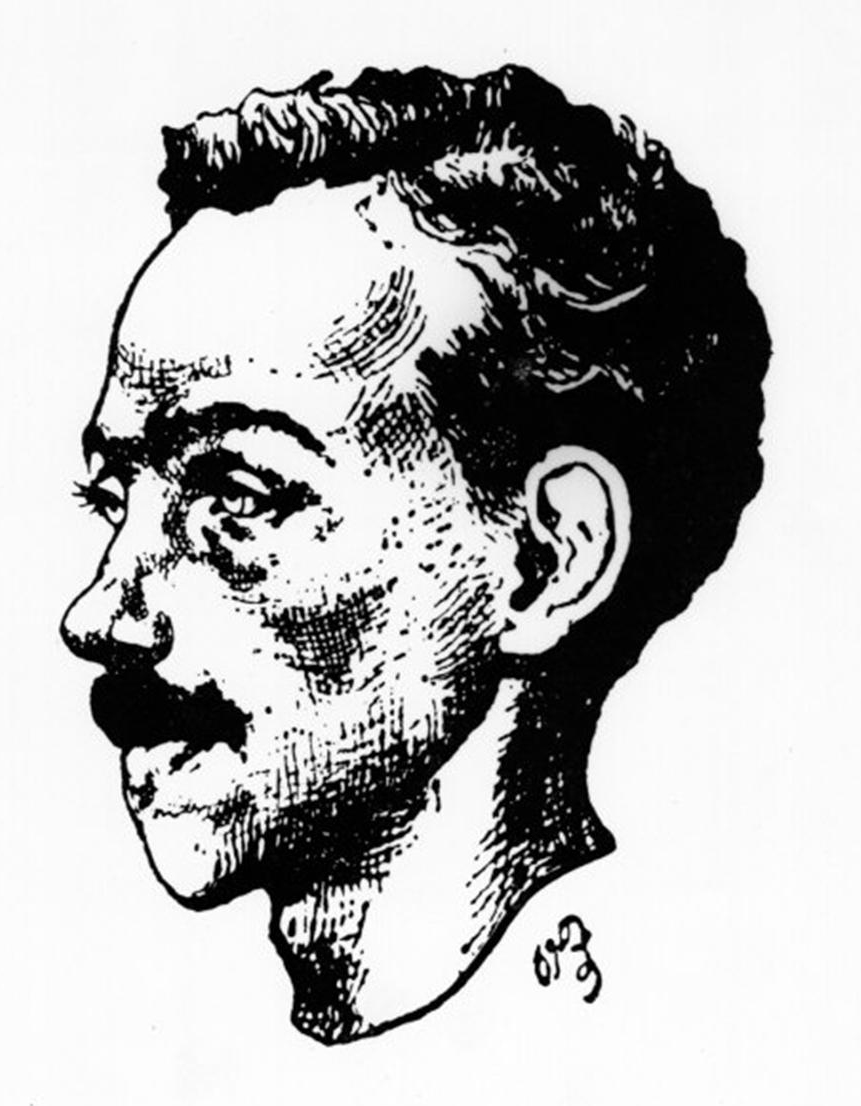
Portrait de Rimbaud, d'après un dessin d'Isabelle Rimbaud.
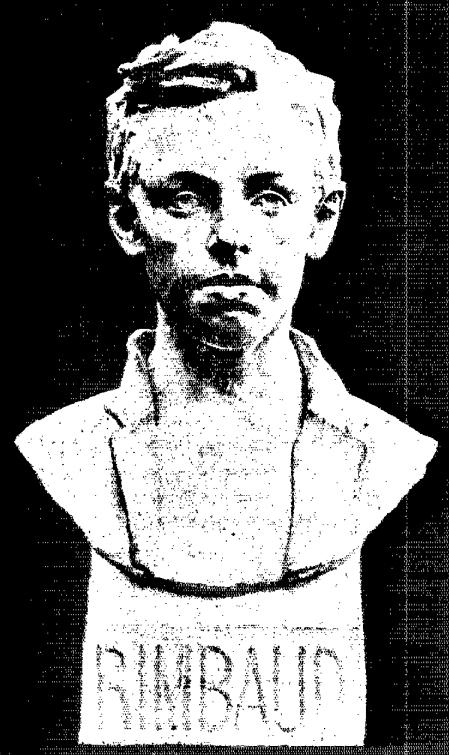
Buste de Rimbaud, paru dans La Plume en 1900.
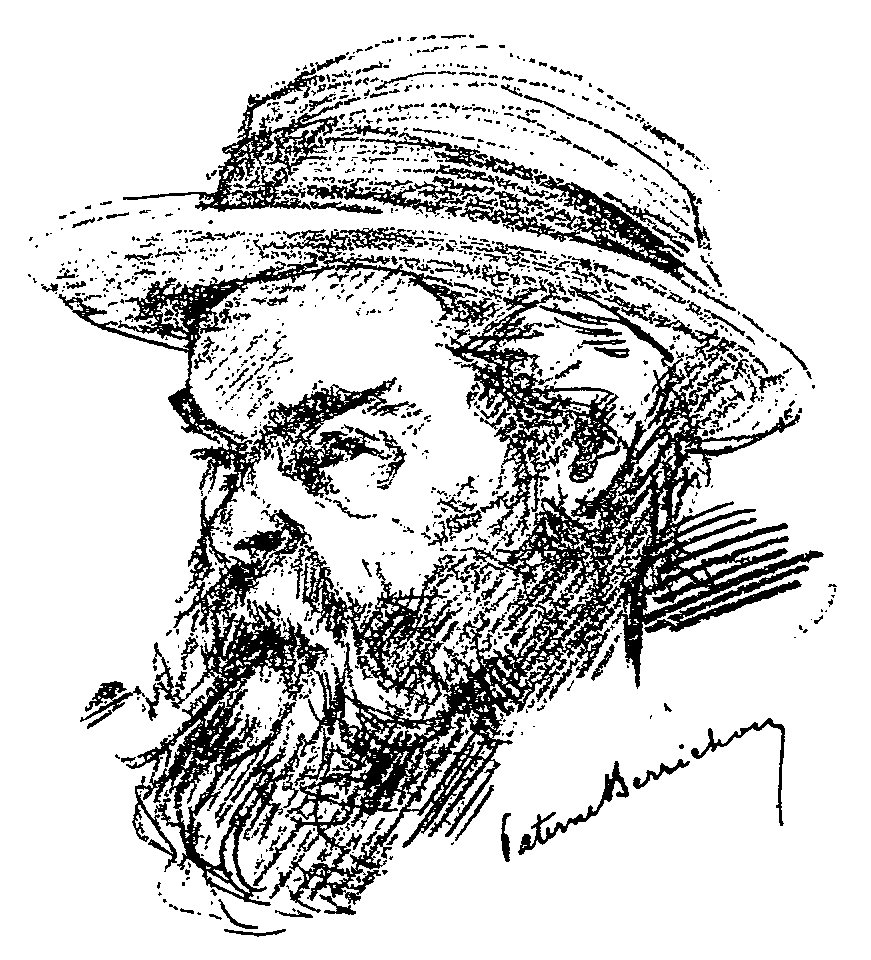
Paul Verlaine, dessin paru dans La Plume en 1896.
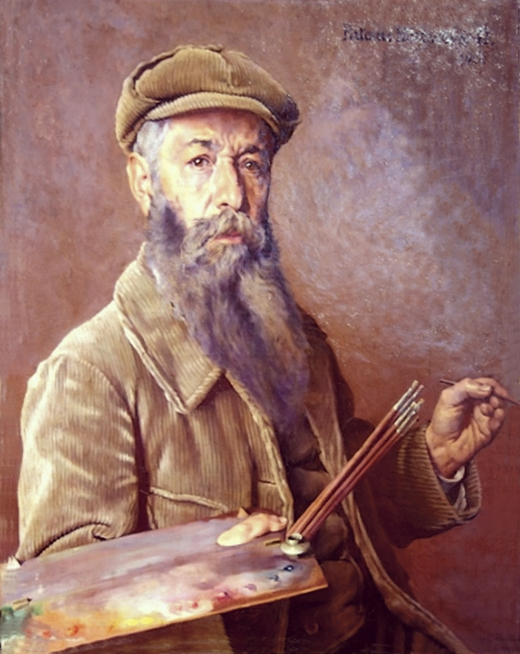
Autoportrait, 1904[7], Issoudun, musée de l'Hospice Saint-Roch.

## Publications

### Poésie
- Le Vin Maudit, petits poèmes, avec un frontispice de Paul Verlaine, 1896.
- Poèmes décadents 1883-1895, 1910.

### Ouvrage sur Rimbaud
- La Vie de Jean-Arthur Rimbaud, Paris, Mercure de France, 1897 (texte en ligne Gallica/BNF).
- Lettres de Jean-Arthur Rimbaud - Égypte, Arabie, Éthiopie, Mercure de France, 1899, introduction et notes de Paterne Berrichon (texte en ligne sur Archive.org) (texte en ligne sur Gallica/BnF).
- Jean-Arthur Rimbaud le poète (1854-1873), Paris, Mercure de France, 1912. Réédition : Paris, Klincksieck, 2004 (texte en ligne Gallica/BNF).
- Arthur Rimbaud. Œuvres, vers et proses, poèmes retrouvés, Paris, Mercure de France, 1912.
- Arthur Rimbaud. Poésies, notice de Paterne Berrichon, portrait d'après Fantin-Latour, Paris, Messein, 1919.
- Arthur Rimbaud. Œuvres, vers et proses, poèmes retrouvés, revues, mises en ordre et annotées par Paterne Berrichon, préface de Paul Claudel, Paris, Mercure de France, 1924.

### Correspondance
- Arthur Rimbaud. Ébauches, suivies de la correspondance entre Isabelle Rimbaud et Paterne Berrichon et de Rimbaud en Orient, variantes et documents divers recueillis par Marguerite Yerta-Méléra, Paris, Mercure de France, 1937.

## Pour approfondir